# Trois couleurs: Rouge
Trois couleurs: Rouge (1994) is het sluitstuk van de Trois couleurs-trilogie van regisseur en medescenarist Krzysztof Kieślowski gebaseerd op de drie principes (vrijheid, gelijkheid en broederschap) van de Franse vlag. Het werd Kieślowski's laatste film: hij stierf twee jaar later aan een hartaanval.
De film kreeg zeven César-nominaties, waarvan het er een won voor muziek. Ook was het onder meer genomineerd voor drie Oscars in de categorieën beste cinematografie, regisseur en scenario.

## Verhaal
Trois couleurs: Rouge heeft als thema broederschap wat zich manifesteert in verschillende levens die bewust en onbewust elkaar kruisen.
Fotomodel en studente Valentine Dussaut komt in contact met de gepensioneerde rechter Joseph Kern, een eenzelvige misantroop die zijn dagen vult met het afluisteren van telefoongesprekken. Parallel aan dit verhaal loopt het leven van Valentines buurman Auguste Bruner, een rechtenstudent die min of meer het jongere spiegelbeeld van de gepensioneerde rechter is.

## Rolverdeling
| Acteur                 | Personage                |
| ---------------------- | ------------------------ |
| Irène Jacob            | Valentine Dussaut        |
| Jean-Louis Trintignant | Joseph Kern, de rechter  |
| Jean-Pierre Lorit      | Auguste Bruner           |
| Frédérique Feder       | Karin                    |
| Samuel Le Bihan        | Jacques, de fotograaf    |
| Marion Stalens         | De dierenarts            |
| Teco Celio             | De barman                |
| Bernard Escalon        | De platenverkoper        |
| Jean Schlegel          | De buurman               |
| Elzbieta Jasinska      | De vrouw                 |
| Paul Vermeulen         | Karins vriend            |
| Jean-Marie Daunas      | De baas van het theater  |
| Roland Carey           | De drugsdealer           |
| Juliette Binoche       | Julie de Courcy - Vignon |
| Benoît Régent          | Olivier Benoît           |
| Julie Delpy            | Dominique Vidal          |
| Zbigniew Zamachowski   | Karol Karol              |